# 六甲纜索下站

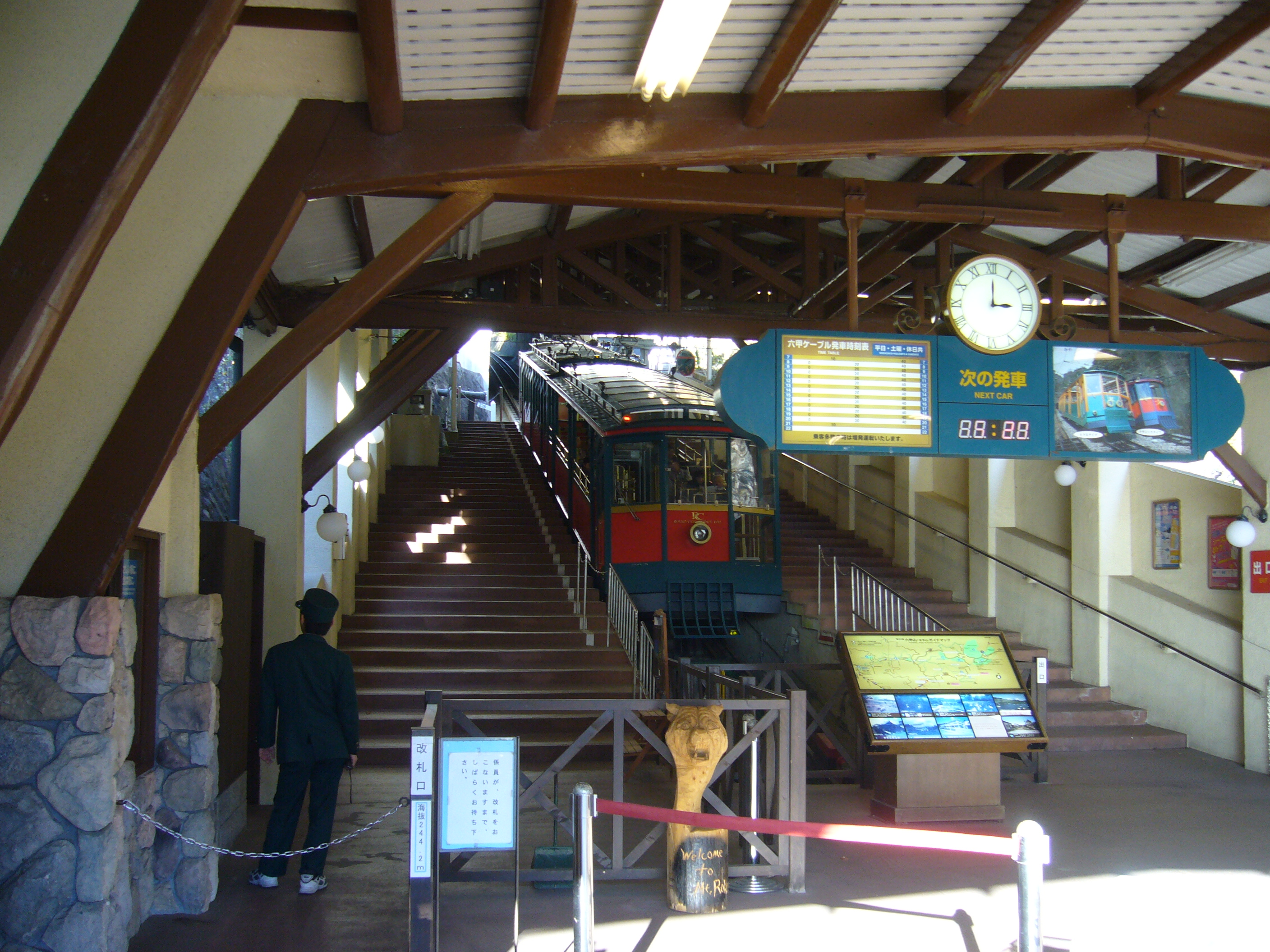
檢票口與月台停站中的1、2號車

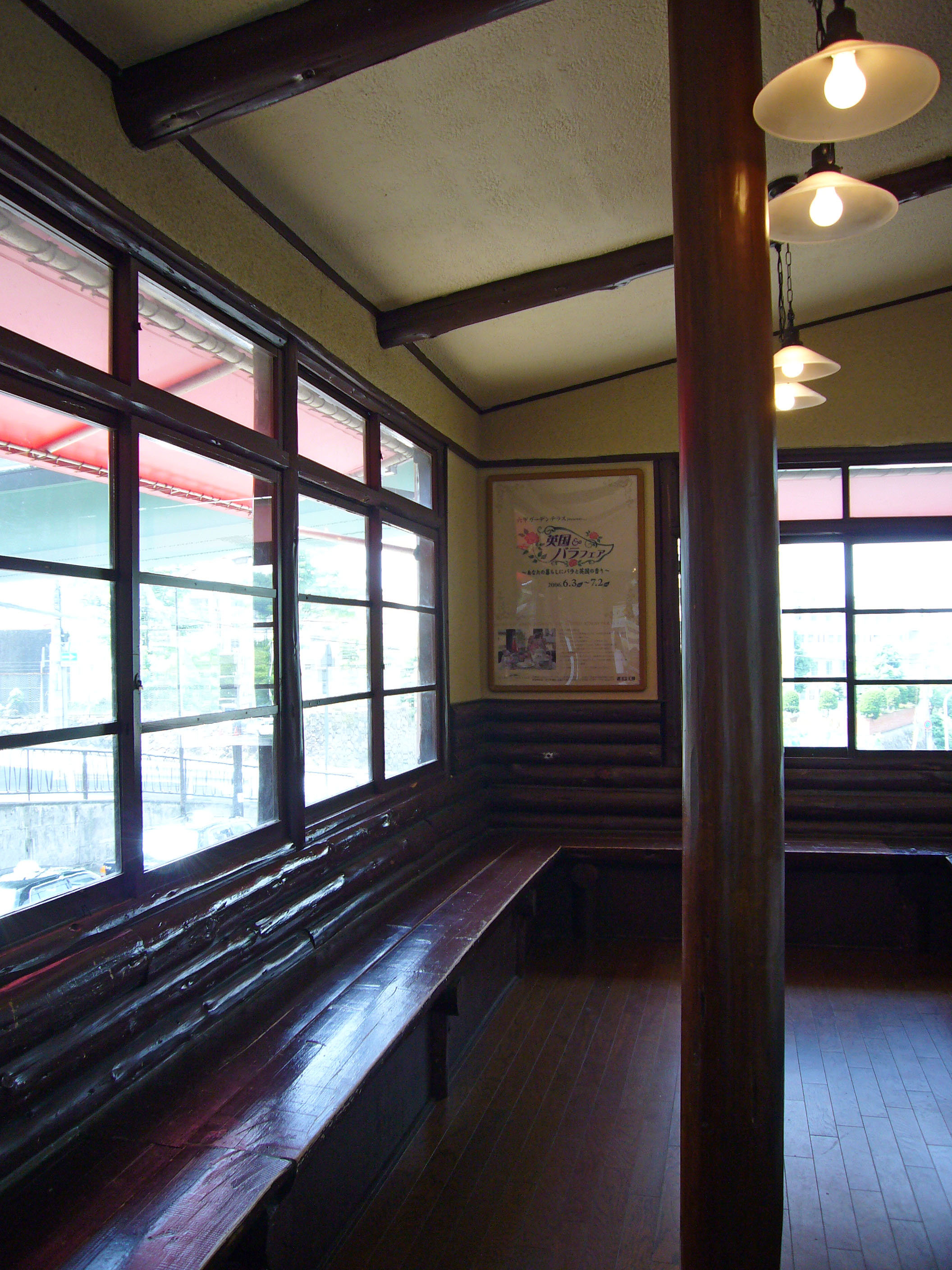
候車室

六甲纜索下站（日语：／ Rokkō Keburu Shita eki */?）是位於兵庫縣神戶市灘區高羽字西山，六甲山觀光六甲纜索線（六甲纜車）的車站。相當於六甲纜車的山下站。

## 歷史
- 1932年（昭和7年）3月10日 六甲越有馬鐵道土橋站啟用[1]。當時六甲纜車分為2節，中間有一座清水站。
- 1938年（昭和13年）
  - 7月5日 發生阪神水災（日语：阪神大水害），清水站因土石流而受到破壞。
  - 8月4日 臨時重開。
- 1944年（昭和19年）2月11日 成為不要不急線，路線暫停服務，車站也暫停營業。
- 1945年（昭和20年）8月25日 車站重開[1]。
- 1973年（昭和48年）2月1日 車站改名為六甲纜索下站。
- 1975年（昭和50年）10月29日 與摩耶纜索經營者摩耶鋼索鐵道合併，成為六甲摩耶鐵道車站。
- 1995年（平成7年）
  - 1月17日 發生阪神大地震，使路線不能通行，車站暫停營業。
  - 7月21日 車站重開[2]。
- 2013年（平成25年）
  - 9月16日 颱風加上大雨，使路線不能通行，車站暫停營業。
  - 10月1日 六甲摩耶鐵道與六甲山相關設施的經營者阪神綜合休閒合併，成為六甲山觀光的車站。
- 2014年（平成26年）1月25日 車站重開[3]。

## 車站構造
車站是一座地面車站，月台位於路軌兩旁。從車站大樓望向月台，左邊是乘車專用月台，右邊是下車專用月台。月台呈梯級狀。檢票口位於乘車月台上。整個月台設有上蓋。上蓋和車站大樓在1938年發生阪神水災後受損，因此後來改裝為山區小屋風的建築物。在當初開業時，建築物與六甲山上站十分相似。
站前設有神戶市營巴士的巴士站，集團公司阪急巴士會通過站前廣場，於高架橋上通過，因此巴士不會停靠此站（有關歷史等演變，參見六甲登山架空索道）。廁所和候車室位於車站大樓內。

## 車站周邊
- 神戶大學發達科學部
- 鶴甲團地
- 表六甲車道（日语：表六甲ドライブウェイ）（站前廣場於高架橋越過）

## 相鄰車站
六甲山觀光
六甲纜索線
六甲纜索下－六甲山上

## 注腳
1. 1 2  曾根悟（監修）. 朝日新聞出版分冊百科編集部（編集） , 编. . 週刊朝日百科. 30号 モノレール・新交通システム・鋼索鉄道. 朝日新聞出版. 2011-10-16: 36 （日语）.
2. ↑  . 交通新聞 (交通新聞社). 1995-07-17: 3 （日语）.
3. ↑  . 神戸新聞. 2014-01-24  [2014-01-24]. （原始内容存档于2016-01-31） （日语）.